# Cephalaria laevigata
Cephalaria laevigata är en tvåhjärtbladig växtart som först beskrevs av Franz de Paula Adam von Waldstein-Wartemberg och Kit., och fick sitt nu gällande namn av Schrader. Cephalaria laevigata ingår i släktet jätteväddar, och familjen Dipsacaceae. Inga underarter finns listade i Catalogue of Life.